# Nemčice
Nemčice jsou obec na Slovensku v okrese Topoľčany v Nitranském kraji. Žije zde 943 obyvatel.

## Historie
Území bylo osídleno už v neolitu. První písemná zmínka o Němčicích je z roku 1156, kde je uváděna pod názvem Nemcyc. Mezi další historické názvy patří Numchuny z roku 1222, Nemchez z roku 1232, Nymchich z roku 1253, Nympty z roku 1283, Nemptich z roku 1390, Nempchuch z roku 1410 a Nemczice z roku 1773. Obec byla původně součástí hradnímu panství Topolčany, ve 13. století patřila ke hradu Zvolen, na počátku 14. století Matúši Čákovi a později přímo koruně. V roce 1570 se uvádí, že v obci byl mlýn a 27 usedlostí, z nichž čtrnáct bylo pustých. V roce 1787 žilo 372 obyvatel v padesáti domech, v roce 1828 žilo v 71 domech 500 obyvatel. Hlavní obživou bylo zemědělství. Rozšířené bylo zejména pěstování pšenice a cukrové řepy. V 19. století měla v obci majetky rodina Stummerů a Deutelbaumů. V letech 1976–1995 byly Nemčice součástí města Topolčany.

## Přírodní poměry
Obec Nemčice leží v Podunajské nížině ve střední části Nitranské pahorkatiny v údolí dolního toku potoka Zľavy. Odlesněné území, které leží v nadmořské výšce v rozmezí 161–215 metrů, střed obce ve výšce 184 metrů, tvoří terciérní usazeniny pokryté spraší. Převládajícím půdním typem je hnědozem.
Celková rozloha území obce je 7,95854 km², z toho v roce 2020 tvořila 87 % zemědělská půda. Celkové využití půdy (2020): 83 % orná půda, 4 % zahrady. V roce 2023 tvořila 692,22 ha zemědělská půda, z toho 657,78 ha byla orná půda, 33,7 ha zahrady a 0,74 ha travnatá plocha. Zastavěná plocha zaujímala 6,89 ha a vodní plocha 5,7 ha.
Obec sousedí:
|                        | Kuzmice   | Tovarníky, Topoľčany |
|                        |           | Nitrianska Streda    |
| Veľké Dvorany, Urmince | Chrabrany |                      |

## Pamětihodnosti
V obci je římskokatolický kostel svatého Ducha z roku 1780.